# فرسنوسور
فرسنوسور(نام علمی: Fresnosaurus) نام یک سرده از تیره الاسموسائورید است.